# Marylynnia malsa
Marylynnia malsa is een rondwormensoort uit de familie van de Cyatholaimidae.